# Saint-Sever
Saint-Sever là một xã trong tỉnh Landes ở Nouvelle-Aquitaine tây nam nước Pháp.